# Kingisiepp
Kingisiepp (ros. Кингисе́пп, dawniej Jamburg, Я́мбург, Jama, Я́ма i Jam, Я́м) – miasto w Rosji, w obwodzie leningradzkim, nad rzeką Ługa, 137 kilometrów na zachód od Petersburga, 20 kilometrów na wschód od Narwy i 49 kilometrów na południe od Zatoki Fińskiej. Stolica rejonu kingiseppskiego. W 2021 liczyło 44 612 mieszkańców i zajmowało powierzchnię ok. 44 km². Obecna nazwa miasta obowiązuje od 1922 i została nadana na cześć estońskiego komunisty Viktora Kingisseppa straconego wcześniej w tym samym roku przez władze niepodległej Estonii.
Znajduje się tu stacja kolejowa Kingisiepp, położona na linii Petersburg – Iwangorod – Tallinn.
Z Kingisieppu pochodzi Nadieżda Pisariewa, rosyjska biathlonistka, medalistka mistrzostw świata.

## Historia
Za rok założenia Kingiseppu przyjmuje się rok 1384, kiedy to zbudowano tu twierdzę Republiki Nowogrodzkiej, której zachodnią granicę stanowiła na tym terenie rzeka Ługa. Początkowo miasto nazywało się Jama (Яма), prawdopodobnie od nazwy plemienia ugrofińskiego „Häme”, które zamieszkiwało wcześniej południowe wybrzeże Zatoki Fińskiej. Twierdza została zbudowana z kamienia i składała się z muru z wieżami, przypominającego typowy średniowieczny ruski kreml. Już w 1395 roku zamek został zaatakowany przez Szwedów, ale oparł ten atak. W XV i XVI wieku Jama miała nie tylko znaczenie militarne, ale także coraz większe znaczenie gospodarcze jako osada rzemieślnicza. 

W czasie wojen północnych Wielkie Księstwo Moskiewskie dwukrotnie utraciło twierdzę na rzecz Szwecji: po raz pierwszy w latach 1583–1595, a później na mocy pokoju stołbowskiego w 1617 r. Następnie miejscowość należała do Szwecji przez prawie sto lat, aż do jej utraty w okresie Wielkiej Wojny Północnej, gdy Rosja odbiła miasto w 1703 roku. W czasie okupacji szwedzkiej pozostałości dawnej twierdzy zostały zniszczone, a miejscowości nadano nazwę Jamburg. Nazwa ta funkcjonowała do 1922 roku. Na początku XVIII w. Jamburg należał do księcia Aleksandra Mienszykowa, a później przeszedł pod administrację państwową. W XVIII wieku Jamburg przestał mieć znaczenie militarne, a zamiast tego rozwinął się tu przemysł szklarski. W 1784 roku Jamburg otrzymał prawa miejskie. W XIX wieku przez miasto poprowadzono kolej. Po rewolucji październikowej w 1917 r. i przejęciu władzy przez komunistów, w 1922 r. Jamburg otrzymał obecną nazwę na cześć estońskiego rewolucjonisty Wiktora Kingisseppa. W czasie II wojny światowej i blokady Leningradu Kingisepp znalazł się pod kontrolą niemieckiego Wehrmachtu, który m.in. prowadził tu obóz koncentracyjny. Niemiecka okupacja miasta trwała od 16 sierpnia 1941 r. do 1 lutego 1944 r., kiedy to Kingisepp został zajęty w operacji leningradzkiej-nowogrodzkiej.

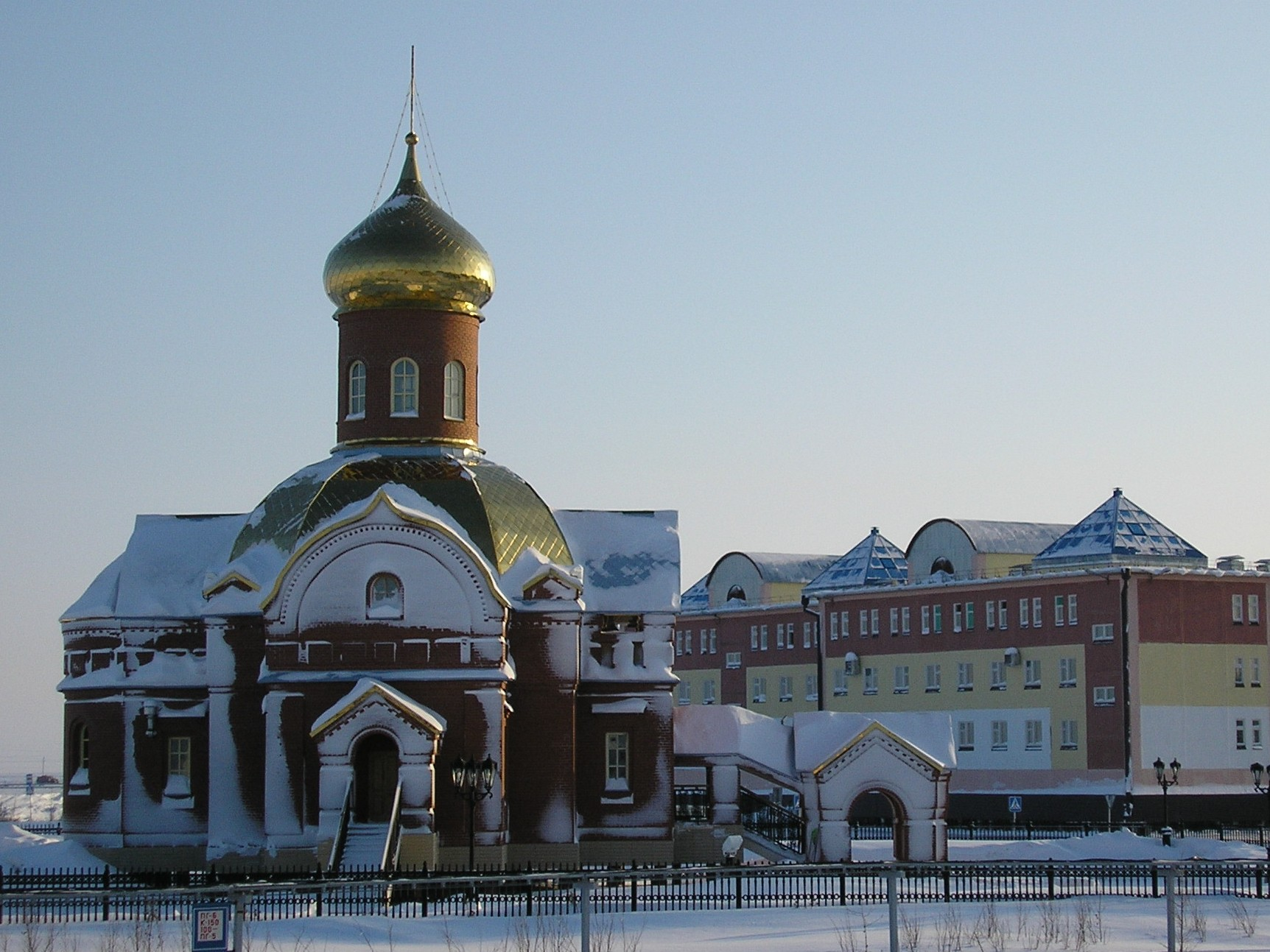
Klasztor
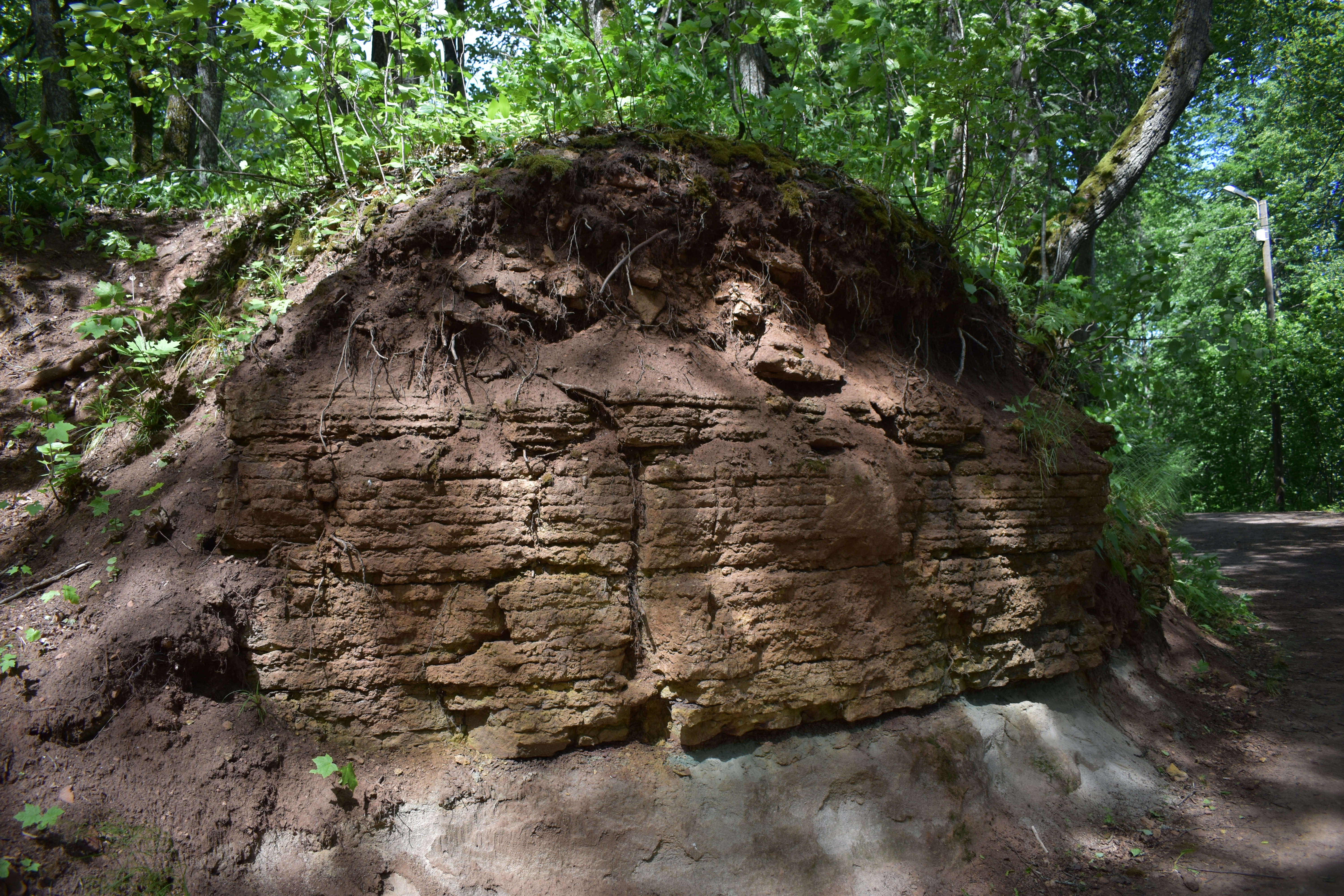
Wał kremla w Jamburgu
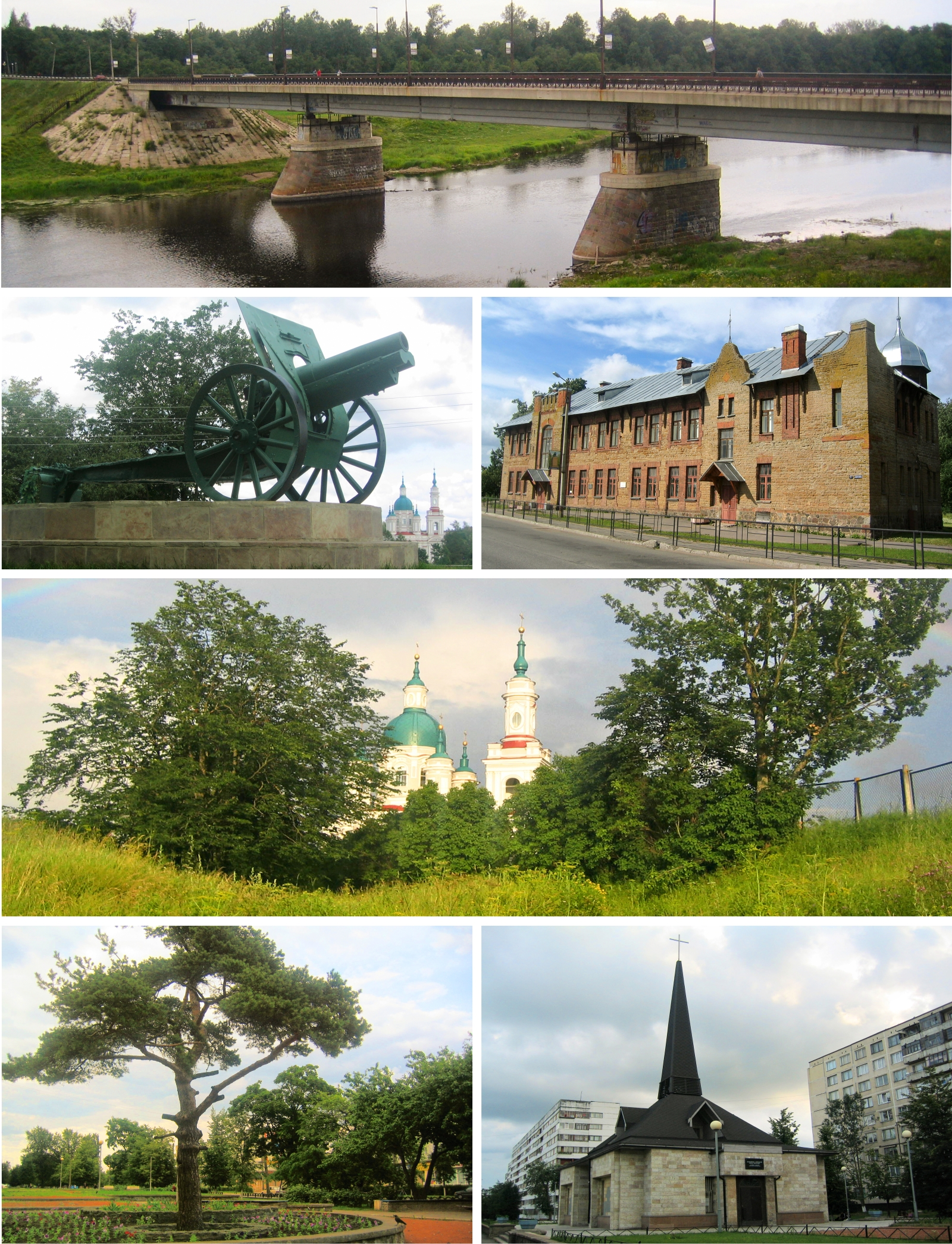
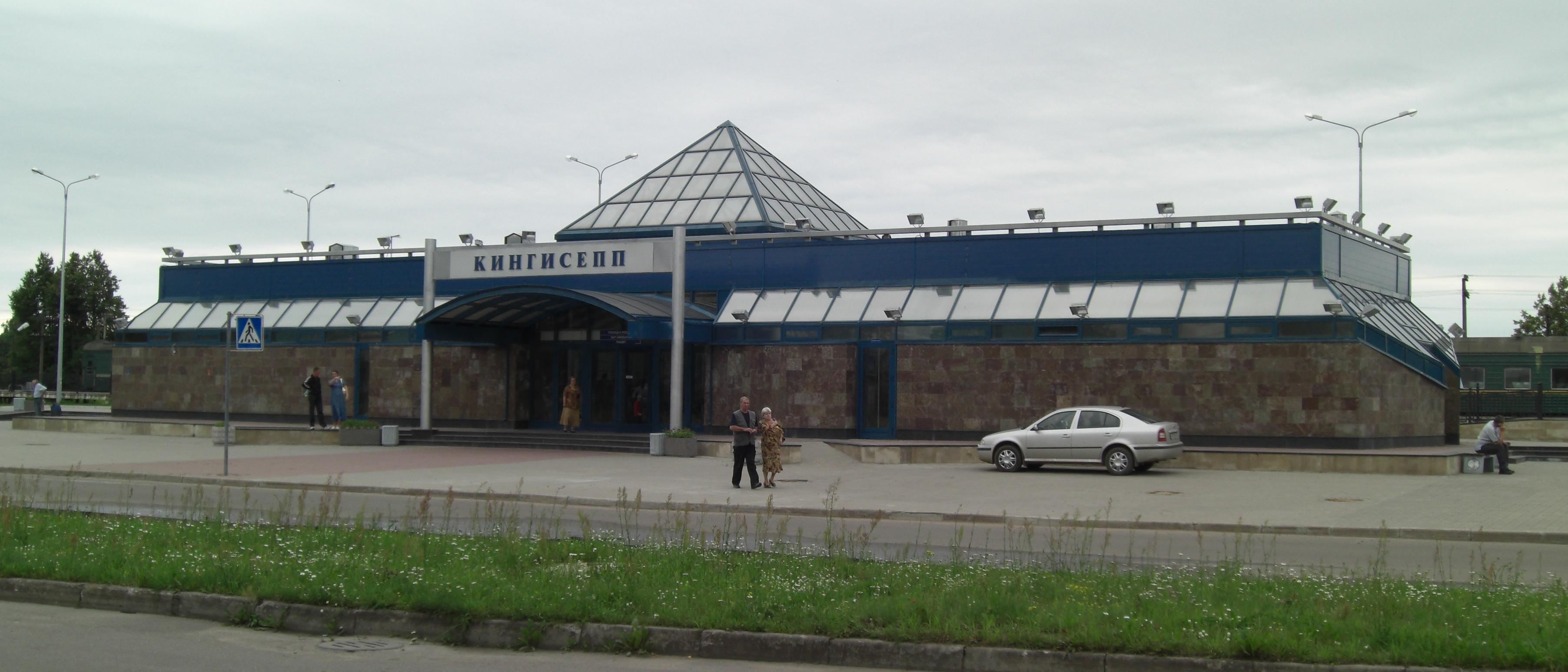
Dworzec
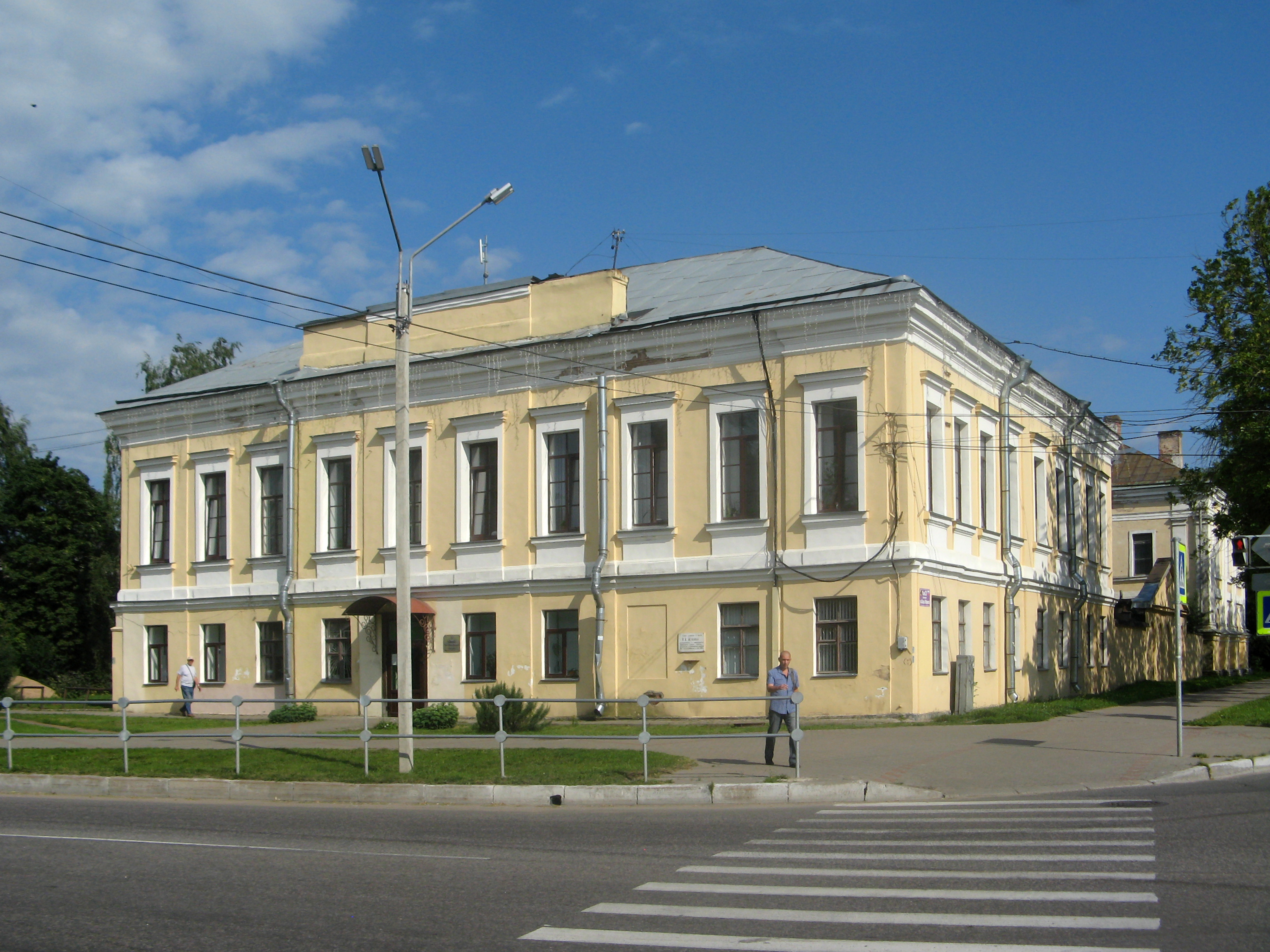
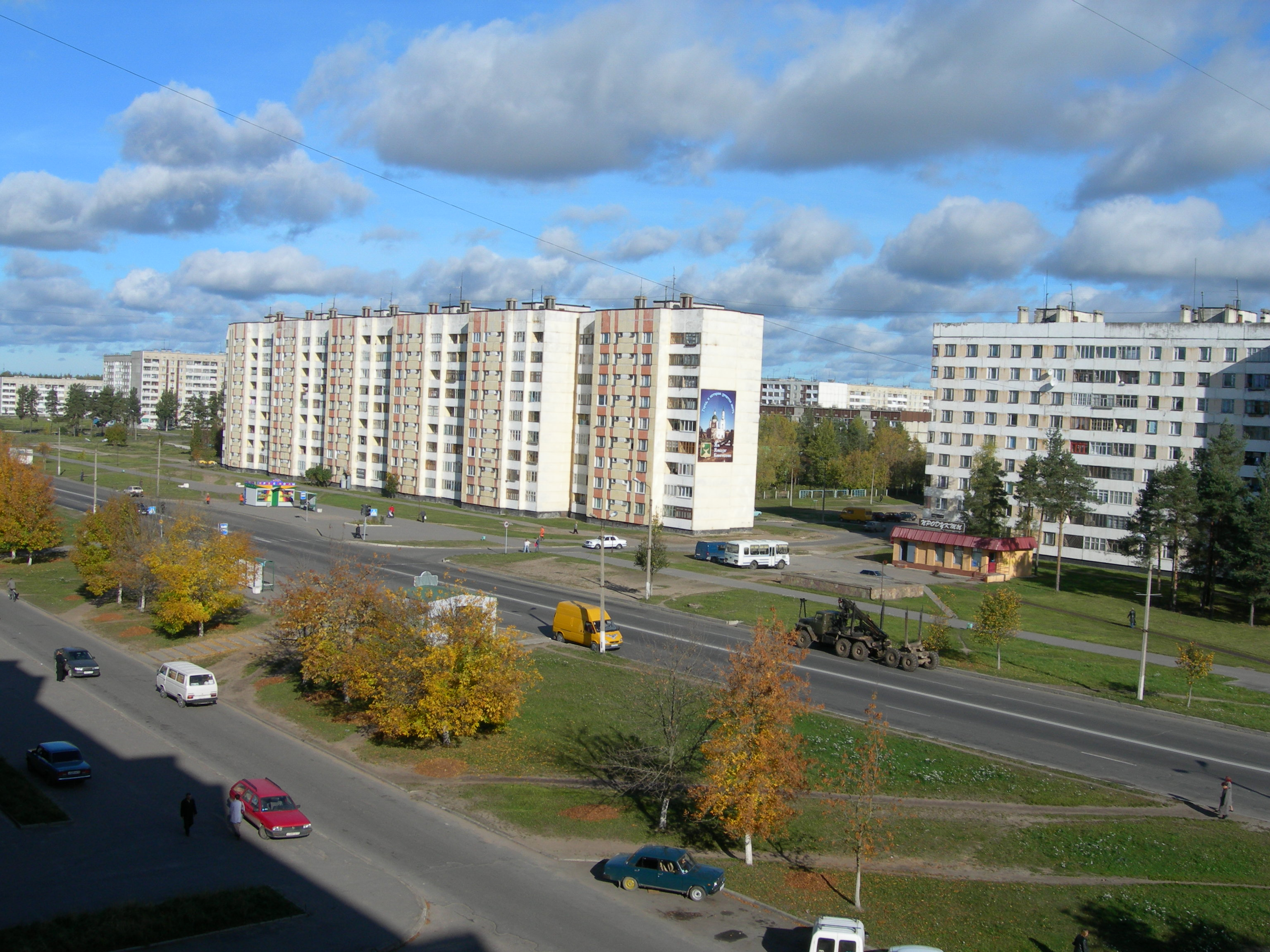
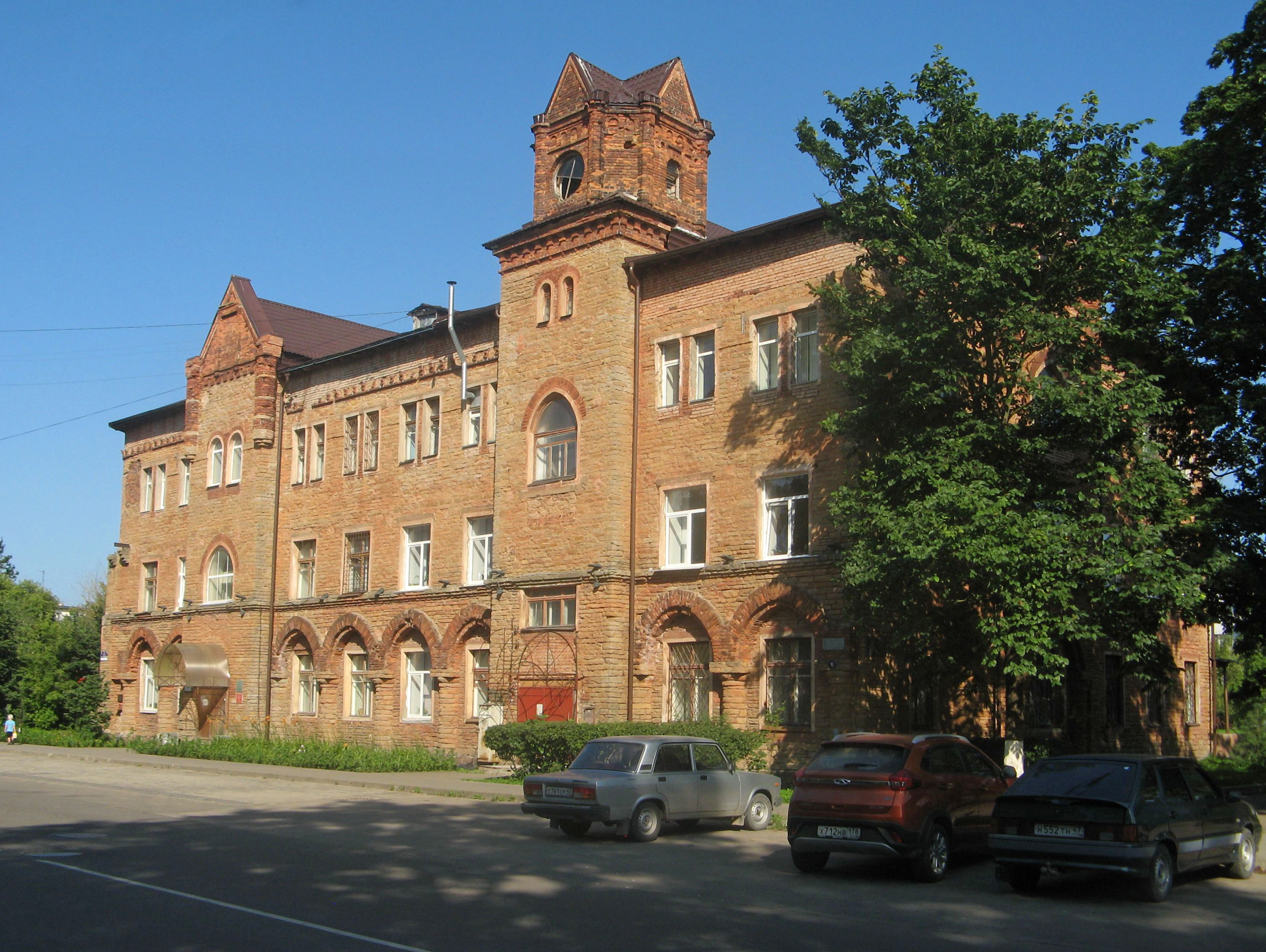
Dawny ratusz
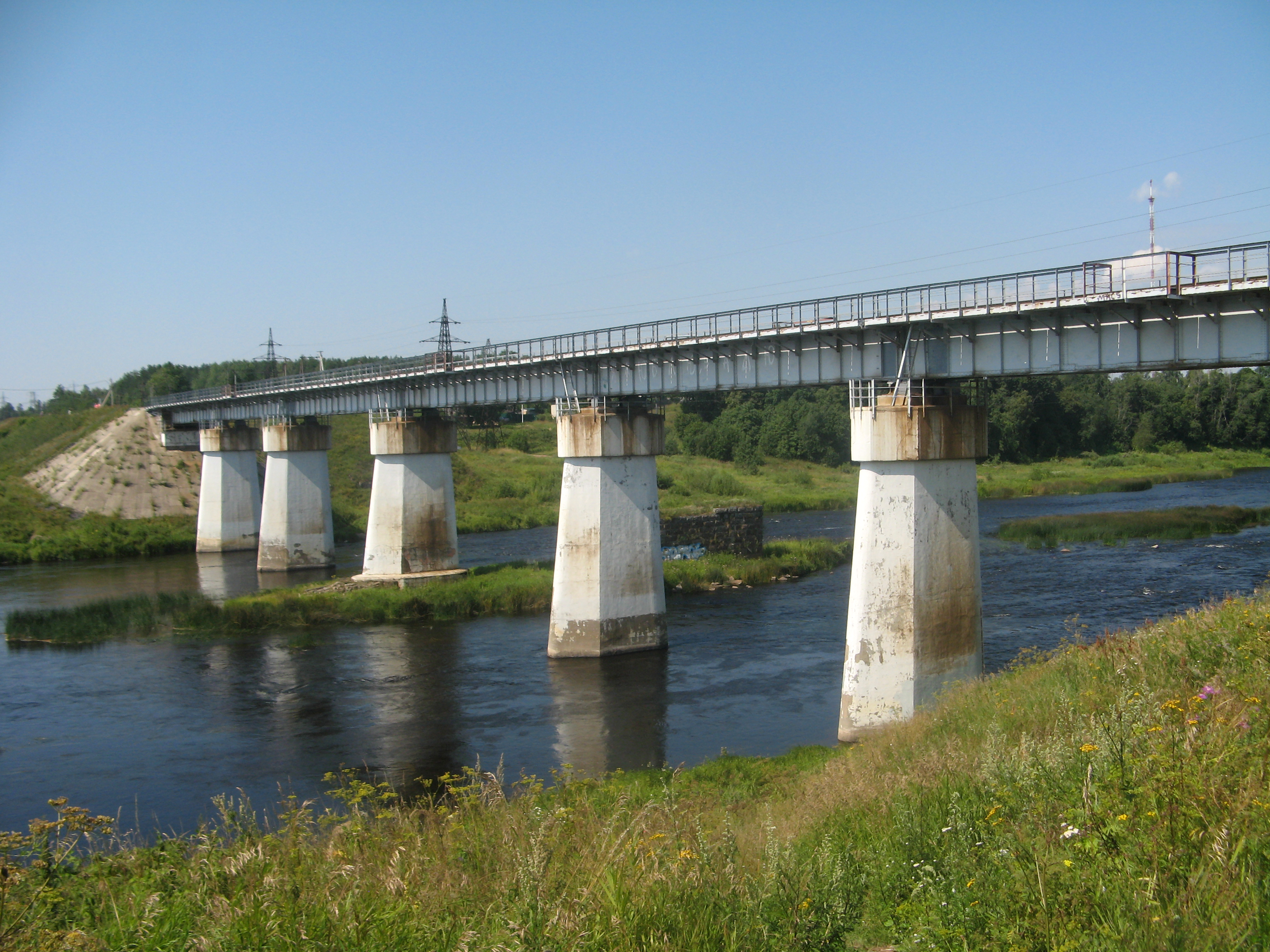
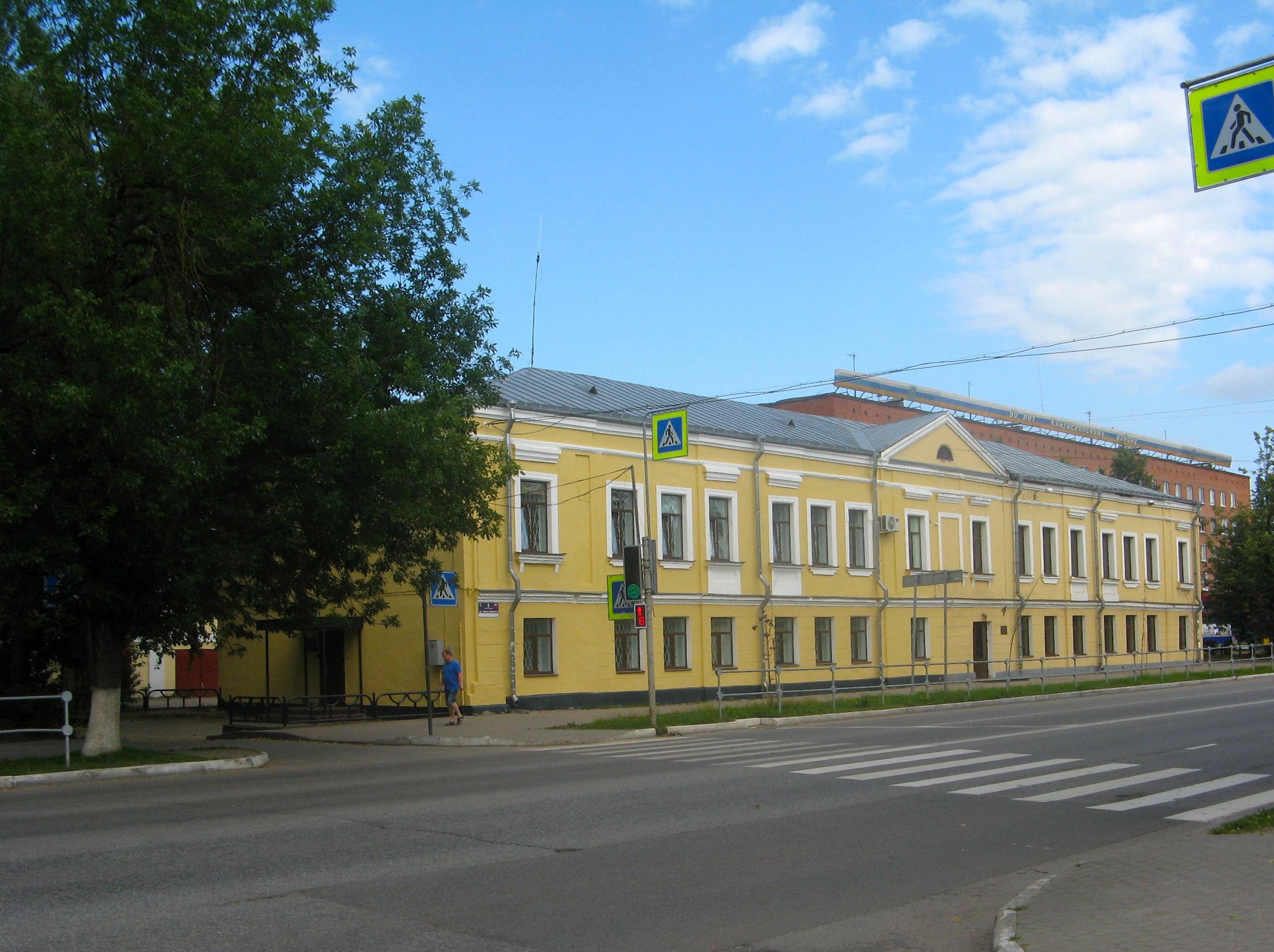

## Miasta partnerskie
- Jõhvi
- Narwik
- Rauma
- Sassnitz